# بدرود، لندن
«بدرود، لندن» (انگلیسی: So Long, London) ترانه‌ای از تیلور سوئیفت، خواننده-ترانه‌سرای آمریکایی، از یازدهمین آلبوم استودیویی او، دپارتمان شاعران رنج‌کشیده (۲۰۲۴) است. او این ترانه را با آرون دسنر نوشت و تهیه کرد. این ترانه، اثری چیمبر پاپ و سینث-پاپ و دارای ساز پیانو و سینث‌سایزر است. محتوای غنایی آن مربوط به عاشقانه شکست‌خورده‌ای است و راوی به پیامدهای آن می‌پردازد. منتقدان اشعار دلخراش و ترانه‌سرایی سوئیفت در «بدرود، لندن» را تحسین و چند تن آن را قطعه‌ای برجسته در آلبوم انتخاب کردند.

## پیشینه و انتشار
تیلور سوئیفت بلافاصله پس از ارسال دهمین آلبوم استودیویی خود یعنی نیمه‌شب‌ها به ریپابلیک رکوردز برای انتشار در سال ۲۰۲۲، کار بر روی دپارتمان شاعران رنج‌کشیده را آغاز کرد. او در سال ۲۰۲۳ طی کنسرت‌های آمریکای تور دوره‌ها، مخفیانه به کار بر روی آلبوم ادامه داد. ایده این آلبوم در زمانی اتفاق افتاد که رسانه‌ها گزارش دادند رابطه شش ساله سوئیفت با بازیگر انگلیسی جو آلوین به پایان رسیده است. سوئیفت دپارتمان شاعران رنج‌کشیده را آلبوم حیاتی خود توصیف کرد که به ساخت آن «واقعاً نیاز داشت». ریپابلیک رکوردز، دپارتمان شاعران رنج‌کشیده را در ۱۹ آوریل ۲۰۲۴ منتشر کرد. قطعه پنجم آلبوم، «بدرود، لندن»، پیش از انتشار آلبوم مورد توجه طرفداران خاصی قرار گرفت، زیرا سوئیفت گفته بود هر یک از قطعه‌های پنجم آلبوم‌هایش آسیب‌پذیرترین و احساسی‌ترین ترانه‌های او هستند.

## موسیقی و شعر
سوئیفت «بدرود، لندن» را با آرون دسنر نوشت و تهیه کرد. این ترانه، اثری چیمبر پاپ و سینث پاپ است که روی بیت ۴/۴ هاوس قرار دارد. این قطعه با آواز مولتی‌ترکیِ سوئیفت آغاز می‌شود که عنوان ترانه را می‌خواند و به گفته لودویک هانتر-تیلنی در فایننشال تایمز، «ناقوس‌های طنین‌انداز لندن» را تداعی می‌کند. سامانتا اولسون از کازموپالیتن اظهار داشت که این بخش یادآور گروه هم‌سرایان کلیسا هست. سپس این ترانه با ساز سینث‌های لرزان و پیانوی ملایم در برابر منظر صوتی الکترونیکی با صدای ضعیف ساز اجرا می‌شود. اولسون فکر می‌کرد که این ضرب «احساس ضربان قلبی» دارد و ترانه‌های گذشتهٔ سوئیفت، «مهیج‌ترین رؤیاها» (۲۰۱۴) و «مرا از دست می‌دهی» (۲۰۲۳) را تداعی می‌کند. جیسون لیپشوتز در بیلبورد نوشت که «سینث‌های ارتجاعی مانند طناب در حال اهتزاز به نظر می‌رسند»، در حالی که پیانوهای مقطعی‌مانند، «عاری از مبالغه» و هارمونی‌ها، «روح‌انگیز» هستند. الکسیس پتریدیس در گاردین نوشته که تولید ترانه به «نقطهٔ اوجی که در واقع هرگز نمی‌رسد» تقویت می‌یابد.
در اشعار، راوی به جزئیات عشقی که بد پیش رفته می‌پردازد. شریک سابق، سرد و بی‌علاقه به تصویر کشیده می‌شود، و راوی با تاسف می‌گوید: «مرا در خانه کنار خلنگزار رها کردی» / «ما را فدای خدایان غمگین‌ترین روزهایت کردی». اشعار شخصیت سوئیفت را در حالی نمایان می‌کند که او «اختلاف» را به دوش می‌کشد، «با بند انگشت سفیدم کینه تو را محکم گرفتم»، و دلخوری‌های او را («از تو عصبانی هستم که گذاشتی جوانیم را مجانی به تو بدهم»). او سعی می‌کند رابطه را حفظ کند اما بی فایده است. پس از بررسی عواقب جدایی، او با شریک زندگی و جامعه‌ای که زمانی آن را خانه می‌دانست خداحافظی می‌کند. راوی در نهایت رابطه خود را با این متن رها می‌کند، «CPR را کنار گذاشتم زیرا به هرحال فایده نداشت / روح رفته بود و ما هیچوقت بازنمی‌گشتیم». آلیسا بیلی از ال و مهرا بونر از کازموپالیتن ادعا کردند که این ترانه اشاره به «مرا از دست می‌دهی» است. با نتیجه‌گیری ترانه، سوئیفت واقعیت خود را می‌پذیرد: «بدرود، لندن / فرار خوبی داشتم / لحظه‌ای از آفتاب گرم / اما من نیمهٔ گمشده تو نبودم». بیلی و النا نیکولائو از Today.com فکر کردند که اشعار به جدایی سوئیفت از آلوین اشاره غیرمستقیم دارد. اولسون و شاد دی‌سوزا از پیچفورک این ترانه را نقطه مقابل «پسر لندن» (۲۰۱۹) توصیف کردند، ترانه‌ای دربارهٔ شیفتگی سوئیفت به یک مرد انگلیسی.

## بازخورد
هانتر-تیلنی «بدرود، لندن» را اثری برجسته در حرفهٔ سوئیفت دانست و از چگونگی بازگویی یک رابطهٔ عاشقانهٔ محکوم به شکست «با غم و خشم پیچیده» و «چشم‌انداز الکترونیکی بسیار سرد» تعریف کرد. این ترانه در رتبه‌بندی هجده قطعهٔ آلبوم (شامل قطعه‌های بونز) توسط لیپشوتز، رتبه چهارم را گرفت. او گفت که متن ترانه «صداقت تمام‌عیار» بود. این ترانه همچنین در رتبه‌بندی آلبوم به‌وسیهٔ اولسون در رتبه چهارم قرار گرفت. جاش کورپ از آپروکس گفت که این ترانه یک «ضمیمهٔ دلخراش به مجموعهٔ آثار» وابسته به قطعهٔ پنجم در آلبوم‌های سوئیفت بود. برایانت وست در یواس‌ای تودی، این ترانه را «نامه‌ای دلخراش» به لندن نامید که سوئیفت زمانی در آن اقامت داشت.
ویل هاجکینسون از تایمز به این ترانه ۵ ستاره داد و آن را «صادقانه، محبت‌آمیز و شاعرانه» و «احساس‌برانگیز» عنوان کرد.  نینا میاشیتا در وگ استرالیا، آن را «از لحاظ احساسی ویرانگر» نامید. به‌طور مشابه، ریچل مارتین از نیشن گفت این ترانه «دردناک‌ترین ترانهٔ حال» بود. نیل مک‌کورمیک از دیلی تلگراف این ترانه را «تشریح غم‌انگیز و جذاب، از لحاظ اشعاری مناظره‌ای از یک عاشقانه محوشده» توصیف کرد. در بی‌بی‌سی، مارک سویج این ترانه را «آن بالا با بهترین چیزهایی [که سوئیفت] نوشته» نامید و آن را تحسین کرد.
فین مک‌ردموند که برای آیریش تایمز می‌نوشت، آواز سوئیفت را تحسین کرد و گفت که کیفیت بالایی دارد. مِسفین فِکادو از هالیوود ریپورتر آن را یکی از بهترین ترانه‌های آلبوم دانست. فیونا شپرد از اسکاتسمن در یک بررسی کمتر مشتاقانه فکر کرد که علی‌رغم "ضرب‌های خوش‌ذوقانه» در «بدرود، لندن»، این ترانه یکی از قطعاتی در آلبوم است که طبق معمول «تسلیم همان تجارت قدیمی» شده است.

## دست‌اندرکاران
- تیلور سوئیفت – خواننده، ترانه‌سرا، تهیه‌کننده
- آرون دسنر – تهیه‌کننده، ترانه‌سرا، مهندس ضبط، برنامه‌نویسی درام، گیتار الکتریک، پیانو، سینث
- سربن غنا – میکس
- برایس بوردون – مهندس میکس
- جاناتان لو – مهندس ضبط
- بلا بلاسکو – مهندس ضبط
- بنجامین لنز – سینث، ضبط سینث
- رندی مریل – مسترینگ